# Le Baptême des néophytes
Le Baptême des néophytes – en italien : Il battesimo dei neofiti – est une fresque peinte, par Masaccio, qui fait partie du cycle de décoration de la chapelle Brancacci dans l'église Santa Maria del Carmine à Florence, en Toscane (Italie).
L'œuvre, datable d'environ 1425-1426 (255 x 162 cm), représente une scène des histoires de saint Pierre dans laquelle l'apôtre baptise de nouveaux chrétiens ou « néophytes » (Actes des Apôtres, II, 41).
Cette fresque appartient à un cycle retraçant divers épisodes de la vie de saint Pierre, peintes en collaboration par Masaccio et Masolino da Panicale, à partir de 1424, aux côtés d'autres fresques dépeignant l'expulsion d'Adam et Ève du jardin d'Éden, après la consommation du fruit défendu de l'arbre de la connaissance du bien et du mal.

## Histoire

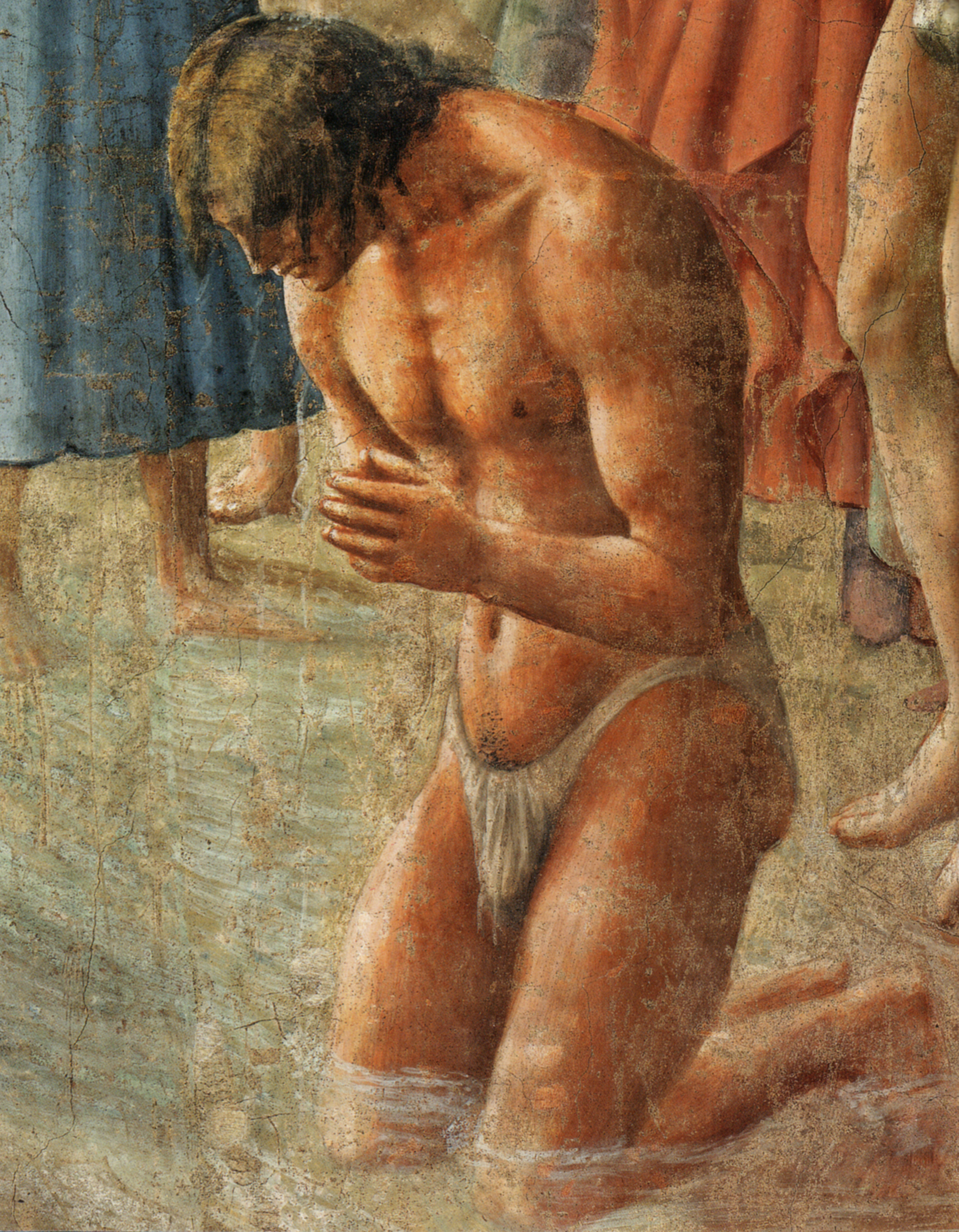
Détail.

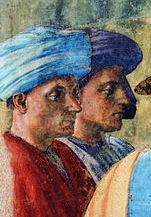
Détail (personnages portant le mazzocchio).

Les fresques de la chapelle Brancacci sont une énigme pour les historiens du fait de l'absence de documentation authentifiée. Peut-être commandées à Masolino, qui avait le jeune Masaccio comme assistant, des preuves indirectes permettent de savoir qu'elles ont dû être commencées en 1424 et qu'à partir de 1425, elles sont exécutées par Masaccio seul après le départ de Masolino pour la Hongrie. En 1428, Masaccio, déjà occupé par d'autres œuvres, meurt à Rome en laissant l'œuvre incomplète.
Cette scène, sauvée des repeints baroques de la voûte, est ressortie noircie par l'incendie de 1771 qui a détruit une grande partie de la basilique. Ce n'est qu'avec la restauration de 1983-1990 qu'il a été possible de retrouver la couleur brillante d'origine et que les repeints ont été éliminées.

## Description
Le Baptême des néophytes représente une scène de baptême en montagne, avec un jeune homme agenouillé, l'un des néophytes, qui se fait baptiser et une foule qui l'entoure et regarde la cérémonie dirigée par saint Pierre. La scène se situe dans le registre central du cycle, sur le mur derrière l'autel à droite. 
Le texte de l'Évangile dit qu'après la Pentecôte, Pierre commence à prêcher, exhortant le peuple au baptême au nom de Jésus-Christ (scène de la Prédication de Saint-Pierre ) ; dans cette scène, il commence à baptiser avec un bol. L'épisode, situé dans une vallée entre des collines escarpées, montre des jeunes gens qui se préparent à recevoir le baptême : l'un est à genoux dans la rivière et le reçoit les mains jointes (avec un corps dont l'anatomie est magnifiquement modelée) ; un autre, déjà dépouillé, attend, les bras tremblants de froid, figure d'un grand réalisme, la seule de la chapelle louée par Vasari ; un troisième se déshabille tandis qu'un quatrième, encore pieds nus et la tête mouillée, se rhabille et boutonne sa tunique bleue. La sensation de l'eau et l'effet mouillé sur les cheveux et la culotte du garçon à genoux sont d'un grand réalisme.. 
Pierre fait un geste énergique et éloquent, le bol effectuant une rotation dans le sens le plus favorable à la perception du spectateur. Une foule regarde, parmi laquelle certainement des personnages figurant des contemporains. Les personnages glissent naturellement en profondeur, à travers les relations parfaites de la lumière et de l'ombre qui anticipent la perspective aérienne.
Les deux personnages derrière Pierre sont deux témoins florentins, portant la coiffe typique appelée mazzocchio. Leurs visages très individualisés suggèrent deux portraits de notables de l'époque. Selon Longhi,  ils seraient l'œuvre de Filippino Lippi (ainsi que le visage de Pierre), qui aurait couvert les portraits supprimés de deux personnages liés aux Brancacci après l'expulsion de la famille. Cependant, l'hypothèse n'est pas partagée par tous les chercheurs (Berti, Bologna, Spike). Selon Ugo Procacci, puis Parronchi, les visages de saint Pierre et des deux spectateurs seraient de Masolino. Cependant, la plupart des historiens attribuent les figures à Masaccio et les montagnes en arrière-plan, si nettes et gothiques, à Masolino. Cela équilibrait la contribution de Masaccio dans la création de l’arrière-plan de la Prédication de saint Pierre de Masolino.
Dans cette scène, comme dans la Prédication, Pierre est représenté seul, tandis que dans le texte évangélique il est en compagnie des autres apôtres : ce choix souligne fortement sa primauté et sa personnification avec toute l'Église.

## Analyse

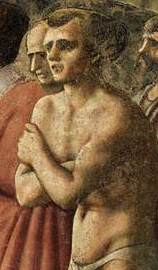
Un homme attendant le baptême, tremblant de froid.

Giorgio Vasari, dans sa Vie de Masaccio, fait l'éloge de la « figure nue et tremblante de froid, qui a justement excité l’admiration des anciens et des modernes ».

## Source de traduction
- (it) Cet article est partiellement ou en totalité issu de l’article de Wikipédia en italien intitulé « Battesimo dei neofiti » (voir la liste des auteurs).